# Uzay Kuvvetleri 2911
Uzay Kuvvetleri 2911 ist ein türkischer Animationsfilm von Şahin Derun. Der Kinostart in der Türkei war am 20. April 2015.

## Handlung
Das Raumschiff Savarona verlässt die Raumstation Albatros unter dem Kommando von Captain Murat und segelt zu einem unentdeckten Nebel namens Sektor Neunter, um Gas- und Partikelproben zu sammeln. Dies ist zunächst eine einfach empfundene Aufgabe. Dabei sterben nicht nur die Besatzung, sondern es bringt auch die Welt und die Menschheit an den Rand des Aussterbens.

## Synchronisation
| Rolle         | Originalsprecher |
| ------------- | ---------------- |
| Captain Murat | Umut Tabak       |
| Bruxa         | Naci Taşdögen    |
| Teamelit      | Nur Subaşı       |
| Kenji         | Mustafa Oral     |
| Martin        | Murat Sen        |
| Sabri Albay   | Fatih Ozacan     |
| Maria         | Devrim Zeynep    |
| Mirka         | Ayşegül Bingöl   |